# Pyrrocoma
 Pyrrocoma   Hook., 1833 è un genere di piante angiosperme dicotiledoni della famiglia delle Asteraceae, sottofamiglia Asteroideae, tribù Astereae (North American lineage) e sottotribù Machaerantherinae.

## Etimologia
Il nome del genere deriva dal greco "pyrrhos" (=  rossastro o fulvo) e "kome" (= capelli della testa). Il nome allude al pappo rossastro di alcune specie del genere.
Il nome scientifico del genere è stato definito dal botanico William Jackson Hooker (1785-1865) nella pubblicazione " Flora Boreali-Americana [Hooker]; or, the botany of the northern parts of British America..." ( Fl. Bor.-Amer. (Hooker) 1(6): 306) del 1833.

## Descrizione

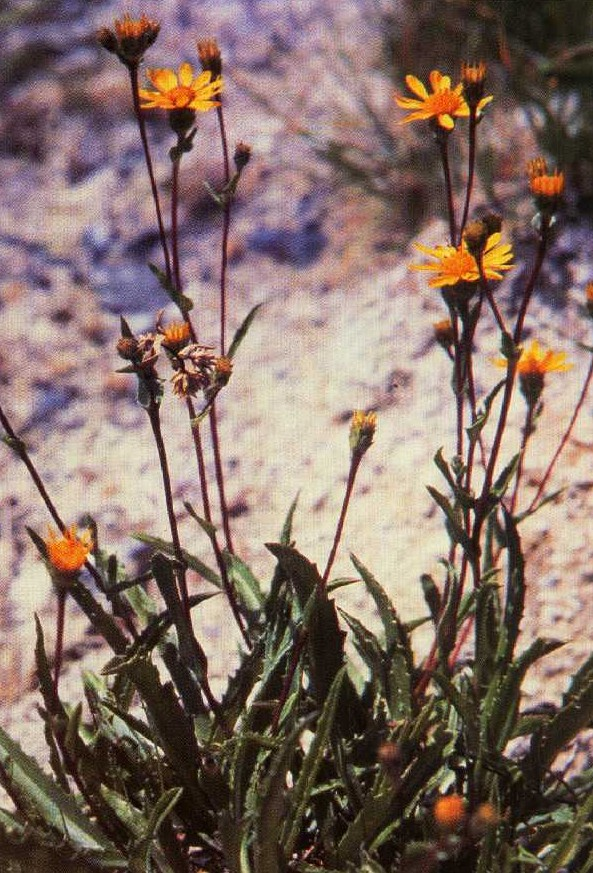
Il portamento
Pyrrocoma lanceolata

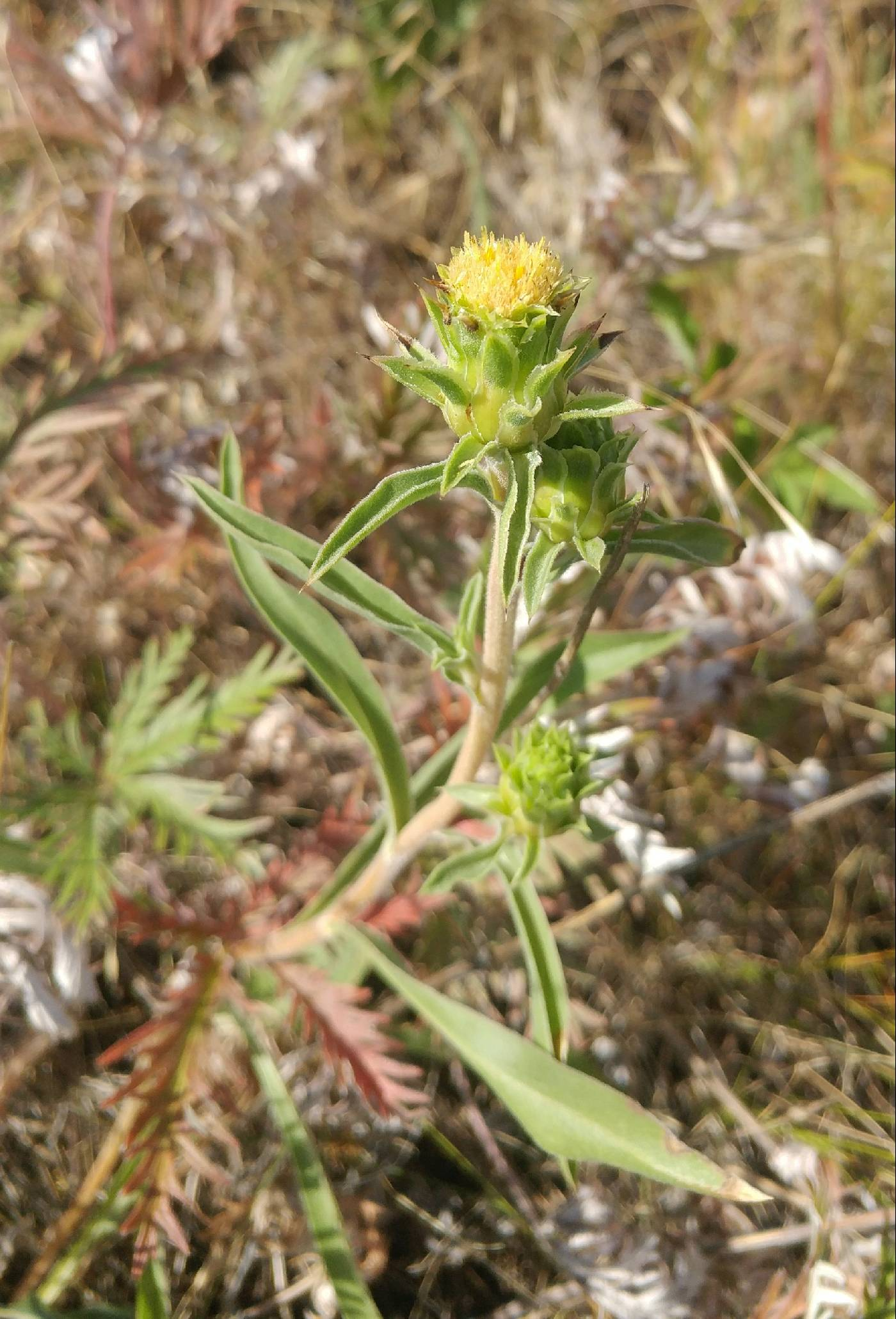
Le foglie
Pyrrocoma liatriformis

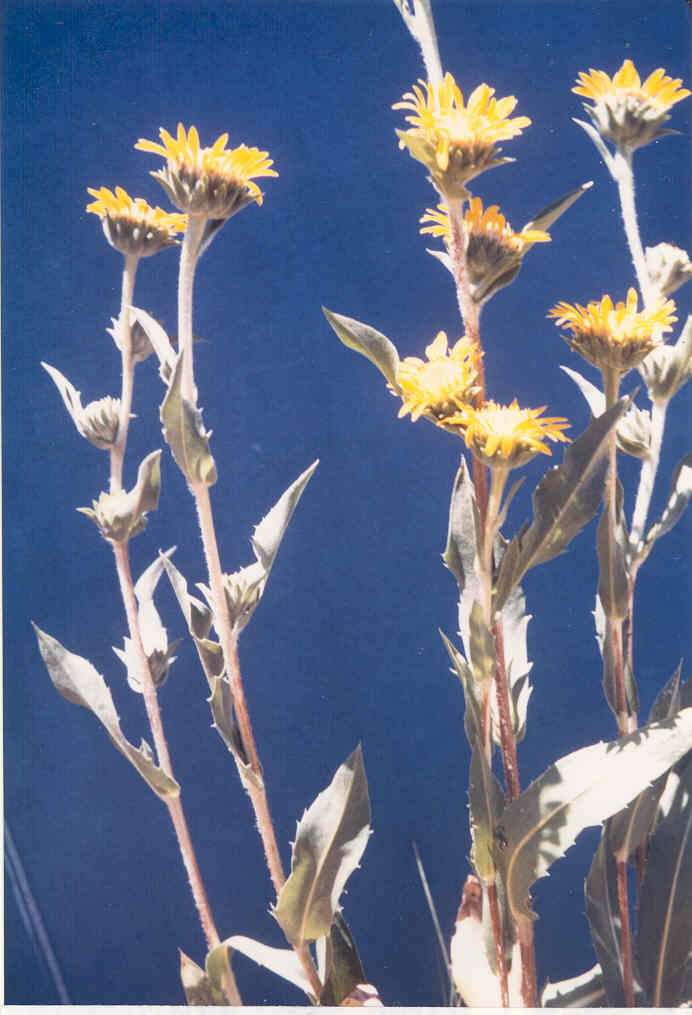
Infiorescenza
Pyrrocoma insecticruris

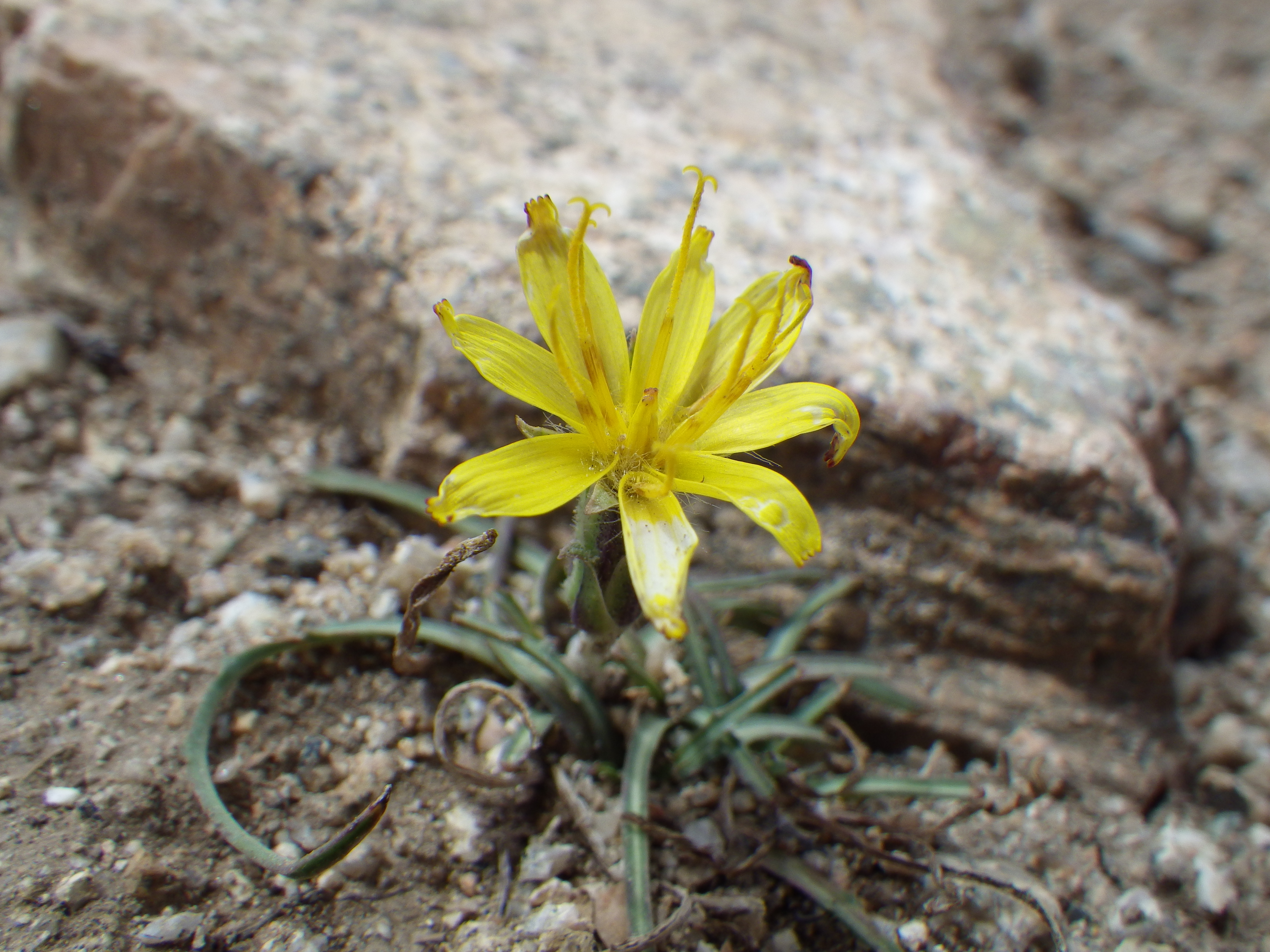
I fiori
Pyrrocoma apargioides

Portamento. Le specie di questo genere hanno un ciclo biologico perenne con habitus erbaceo. Le varie parti di queste piante sono glabre o tomentose fino a sericee. Sono presenti ghiandole puntate o stipitate.
Fusto. La parte aerea è eretta o decombente, semplice o ramosa. Altezza media: 5 - 50 cm.
Foglie. Sono presenti sia foglie basali (brevemente picciolate) che cauline (sessili). Le foglie lungo il caule sono disposte in modo alternato; la lamina è intera con forme da oblanceolate a ellittiche o lineari; i margini sono interi o dentato-spinosi fino a laciniati. Le foglie superiori sono ridotte. Dimensione delle foglie: 3 - 250 x 3 - 30 mm.
Infiorescenza. Le sinflorescenze sono scapose (capolini solitari) raccolte in sciolte formazioni corimbose o in altro modo. Le infiorescenze vere e proprie sono composte da un capolino terminale peduncolato di tipo radiato o disciforme (raramente discoidali). I capolini sono formati da un involucro, con forme da emisferiche a strettamente campanulate, composto da 10 - 40 brattee, al cui interno un ricettacolo fa da base ai fiori di due tipi: fiori del raggio e fiori del disco. Le brattee, con forme da oblanceolate a oblunghe o lineari e a consistenza erbacea (la base è indurita e gli apici sono verdi), sono disposte in modo più o meno embricato su 2 - 6 serie. Il ricettacolo (senza pagliette) bucherellato a protezione della base dei fiori ha delle forme convesse. Dimensione degli involucri: 5 - 15 x 5 - 60 mm.
Fiori.  I fiori sono tetra-ciclici (formati cioè da 4 verticilli: calice – corolla – androceo – gineceo) e pentameri (calice e corolla formati da 5 elementi). Si distinguono in:
- fiori del raggio (esterni): sono da 10 a 80 per capolino, femminili e disposti su 1 - 2 serie; la forma è ligulata (zigomorfa);
- fiori del disco (centrali): sono più numerosi (da 20 a 100) con forme brevemente tubulose (attinomorfe); sono ermafroditi.

- Formula fiorale:

*/x K {\displaystyle \infty }, [C (5), A (5)], G 2 (infero), achenio
- Calice: i sepali del calice sono ridotti ad una coroncina di squame.

- Corolla:

- fiori del raggio: la forma della corolla alla base è più o meno tubulosa, mentre all'apice è ligulata (talvolta la corolla è ridotta); la ligula può terminare con alcuni denti; il colore è giallo o arancio; lunghezza delle corolle: 10 - 35 mm;
- fiori del disco: la forma è imbutiforme-tubulare bruscamente divaricata in 5 lobi; i lobi, eretti, hanno una forma deltata; il colore è giallo.

- Androceo: l'androceo è formato da 5 stami sorretti da filamenti generalmente liberi; gli stami sono connati e formano un manicotto circondante lo stilo; le teche (produttrici del polline) alla base sono troncate e sono lievemente auricolate (molto raramente sono speronate o hanno una coda); le appendici apicali delle antere hanno delle forme piatte e lanceolate; il tessuto endoteciale (rivestimento interno dell'antera) è quasi sempre polarizzato (con due superfici distinte: una verso l'esterno e una verso l'interno). Il polline è sferico con un diametro medio di circa 25 micron;  è tricolporato (con tre aperture sia di tipo a fessura che tipo isodiametrica o poro) ed è echinato (con punte sporgenti).

- Gineceo: l'ovario è infero uniloculare formato da 2 carpelli. Lo stilo (il recettore del polline) è profondamente bifido (con due stigmi divergenti) e con le linee stigmatiche marginali separate. I due bracci dello stilo hanno una forma deltoide e possono essere papillosi o ricoperti da ciuffi di peli.

Frutti. I frutti sono degli acheni con pappo: il corpo, con delle forme da subcilindriche a fusiformi e compresso con 3 - 4 angoli, con 10 - 12 nervature longitudinali, ha la superficie glabra, strigosa o sericea. Le setole del pappo sono poche (da 15 a 60), rigide, colorate di bruno disposte su una sola serie.

## Biologia
Impollinazione: l'impollinazione avviene tramite insetti (impollinazione entomogama tramite farfalle diurne e notturne).

Riproduzione: la fecondazione avviene fondamentalmente tramite l'impollinazione dei fiori (vedi sopra).

Dispersione: i semi (gli acheni) cadendo a terra sono successivamente dispersi soprattutto da insetti tipo formiche (disseminazione mirmecoria). In questo tipo di piante avviene anche un altro tipo di dispersione: zoocoria. Infatti gli uncini delle brattee dell'involucro (se presenti) si agganciano ai peli degli animali di passaggio disperdendo così anche su lunghe distanze i semi della pianta. Inoltre per merito del pappo il vento può trasportare i semi anche a distanza di alcuni chilometri (disseminazione anemocora).

## Distribuzione e habitat
Le specie di questo genere sono distribuite dagli U.S.A. occidentali fino al Canada settentrionale.

## Sistematica
La famiglia di appartenenza di questa voce (Asteraceae o Compositae, nomen conservandum) probabilmente originaria del Sud America, è la più numerosa del mondo vegetale, comprende oltre 23.000 specie distribuite su 1.535 generi, oppure 22.750 specie e 1.530 generi secondo altre fonti (una delle checklist più aggiornata elenca fino a 1.679 generi). La famiglia attualmente (2021) è divisa in 16 sottofamiglie; la sottofamiglia Asteroideae è una di queste e rappresenta l'evoluzione più recente di tutta la famiglia.

### Filogenesi
La tribù Astereae (una delle 21 tribù della sottofamiglia Asteroideae) comprende circa 40 sottotribù. In base alle ultime ricerche nella tribù sono stati individuati (provvisoriamente) 5 principali lignaggi:
- Basal grade: include alcuni generi isolati, il gruppo "South American-Oceania",  alcune sottotribù africane e il gruppo dei generi legnosi del Madagascar.
- Bellis lineage: comprende le sottotribù eurasiatiche e una sottotribù africana.
- Aster lineage: include i generi asiatici di Asterinae e i principali gruppi dell'Australia e dell'Oceania.
- Baccharis lineage: include alcuni gruppi sudamericani.
- North American lineage: include la vasta gamma di sottotribù del Nordamerica, Messico e alcuni gruppi distribuiti nel Sudamerica.

Il genere  Pyrrocoma  (insieme alla sottotribù Machaerantherinae) è incluso nel lignaggio "North American lineage". Attualmente la sottotribù è suddivisa in 5 gruppi informali: Basal grade - Machaeranthera group - Haplopappus group - Xanthocephalum group - Lessingia group. Questo genere si trova nel "Xanthocephalum group".
I caratteri distintivi del genere sono:
- le foglie, quelle basali sono persistenti, mentre verso l'infiorescenza sono fortemente ridotte;
- se la lamina delle foglie è dentata o lobata, normalmente non sono presenti setole appuntite;
- i capolini sono raccolti in racemi o in spighe, meno comunemente solitari o in formazioni corimbose.

Il numero cromosomico delle specie di questo genere è: 2n = 12. La maggior parte delle specie di Pyrrocoma sono diploidi, alcune tetraploidi o esaploidi. Diverse specie sono polimorfiche e nell'ambito del genere sono state individuate molte sottospecie e varietà.
Le specie di questo genere, in precedenti trattazioni, sono state spesso descritte all'interno del genere Haplopappus Cassini sect. Pyrrocoma (Hooker) H. M. Hall.

### Elenco delle specie
Questo genere ha 15 specie:
- Pyrrocoma apargioides Greene
- Pyrrocoma carthamoides  Hook.
- Pyrrocoma clementis  Rydb.
- Pyrrocoma crocea  (A.Gray) Greene
- Pyrrocoma hirta  (A.Gray) Greene
- Pyrrocoma howellii  (A.Gray) Greene
- Pyrrocoma insecticruris  A.Heller
- Pyrrocoma integrifolia  (Porter ex A.Gray) Greene
- Pyrrocoma lanceolata  (Hook.) Greene
- Pyrrocoma liatriformis  Greene
- Pyrrocoma lucida  (D.D.Keck) Kartesz & Gandhi
- Pyrrocoma racemosa  Torr. & A.Gray
- Pyrrocoma radiata  Nutt.
- Pyrrocoma scaberula  Greene
- Pyrrocoma uniflora  (Hook.) Greene

### Sinonimi
Sono elencati alcuni sinonimi per questa entità:
- Homopappus Nutt.

## Alcune immagini

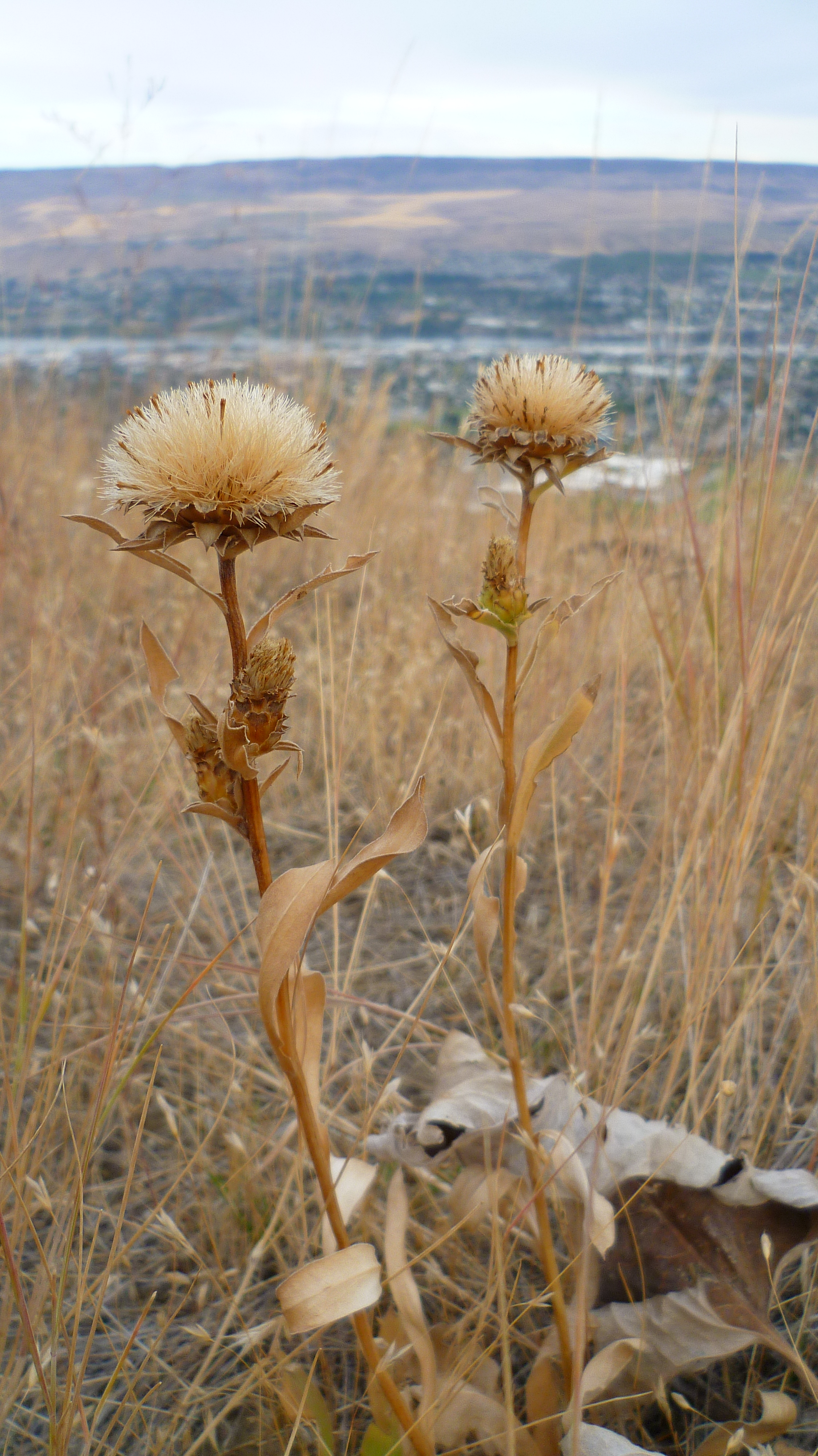
Pyrrocoma carthamoides
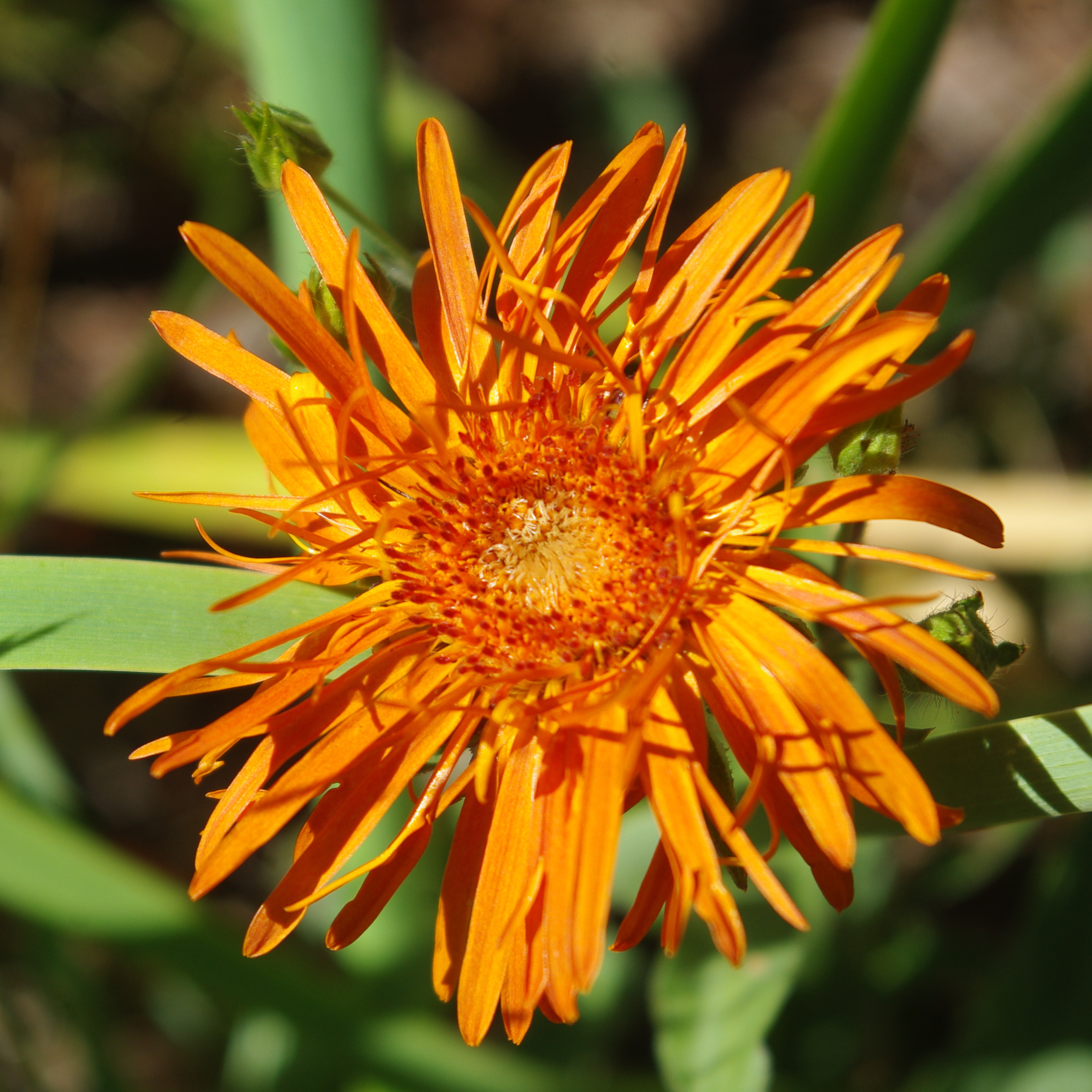
Pyrrocomoma crocera
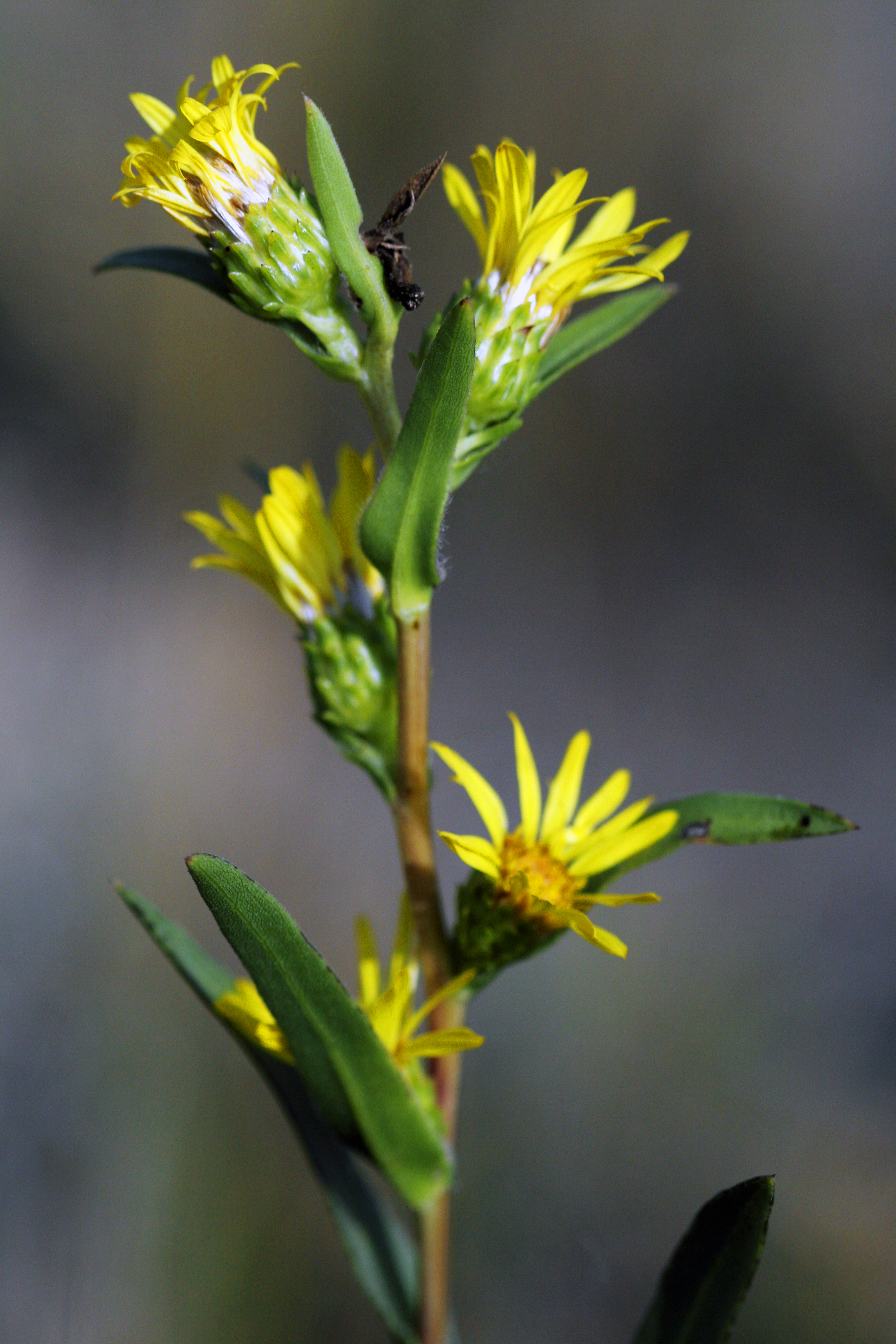
Pyrrocoma racemosa
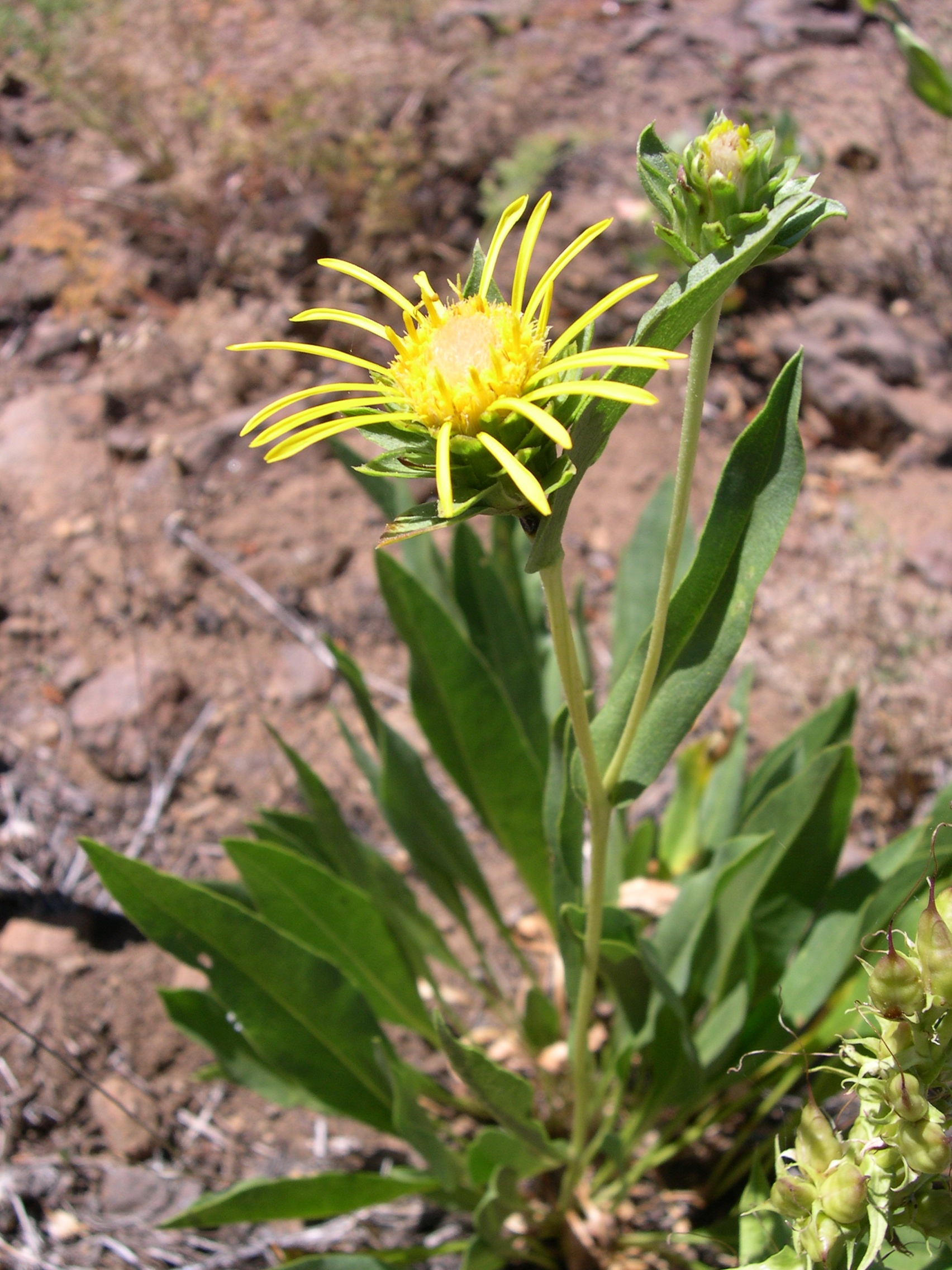
Pyrrocoma radiata